# Санто-Домінго-де-Пірон
Санто-Домінго-де-Пірон (ісп. Santo Domingo de Pirón) — муніципалітет в Іспанії, у складі автономної спільноти Кастилія-і-Леон, у провінції Сеговія. Населення — 64 особи (2010).
Муніципалітет розташований на відстані близько 75 км на північ від Мадрида, 15 км на північний схід від Сеговії.

## Демографія
Динаміка населення (INE ):